# Martin Gyselinck
Martin Gyselinck (Temse, 16 maart 1940) is een Vlaams acteur. Hij is vooral bekend uit de series Bompa en Chez Bompa Lawijt waarin hij de rol Ward vertolkte. Ward woonde in Steendorp en had de gewoonte altijd é? é? é? te zeggen.

## Rollen
- De Kat (1973)
- Harlekijn, kies je meester (1973)
- Schapenborre (1974)
- Ter ere van... (1974) - Steven Shaw
- De Vrek (1974) - Maître Jacques
- Hobson's dochters (1974) - Tubby Wadlow
- De Collega's (1978) - Frans
- De Kerselaar (1978) - Frank
- De kollega's maken de brug (1988) - Frans
- Bompa (1990-1994) - Ward Peskens
- Alfa Papa Tango (1990)
- Open en bloot (1991) - Blomme
- Chez Bompa Lawijt (1994-1995) - Ward Peskens
- Niet voor publikatie (1994) - Ploegbaas-opmaker
- Samson & Gert - Miljonair Van Den Donder (1999)
- Samson & Gert - Politieagent (2000)
- Flikken (2001) - Vader Baetens
- Spoed (2001) - Pieters
- Hallo België! (2003)
- Café Majestic (2003) - Deurwaarder
- Droge voeding, kassa 4 (2003) - Controledokter
- Lili & Marleen (2003) - Meneer Machiels
- F.C. De Kampioenen (2004) - Vader van Doortje Van Hoeck
- Thuis - Gemeentesecretaris
- Auwch (2016) - Kerkhofmedewerker